# والری میلورادوف
والری میلورادوف (روسی: Валерий Владимирович Милосердов؛ ۱۱ اوت ۱۹۵۱ – ۲۶ ژانویهٔ ۲۰۱۵) بازیکن بسکتبال اهل اتحاد جماهیر شوروی سوسیالیستی بود.
از باشگاه‌هایی که در آن بازی کرده‌است می‌توان به باشگاه بسکتبال زسکا مسکو اشاره کرد.
وی در مسابقات کشوری و بین‌المللی در مجموع برندهٔ ۳ مدال طلا، ۲ مدال نقره، ۳ مدال برنز شده‌است.